# Serpens (esogeologia)
Serpens (plurale: serpentes) è un termine latino, dal significato originario di "serpente", utilizzato nell'ambito dell'esogeologia per indicare una caratteristica superficiale in cui si susseguano con andamento sinuoso tratti con altezza positiva e tratti con altezza negativa rispetto al territorio circostante.
Da un punto di vista geologico si ritiene che questo tipo di formazione sia stato il fondo di un fiume o di un canale lavico in cui si sono verificati fenomeni di erosione o cementificazione differenziati.
La prima struttura ufficialmente classificata come serpens fu l'Aeolis Serpens su Marte.

## Lista di serpentes
- Aeolis Serpens
- Cantabras Serpens
- Meridiani Serpentes
- Piscinas Serpentes
- Thymiamata Serpens